# HD 119159
HD 119159，又名CP-56 5891，SAO 241096、HR 5151，是一颗恒星，视星等为6，位于銀經309.98，銀緯5.4，其B1900.0坐标为赤經13h 36m 23.7s，赤緯-56° 5.4′ 46″。